# Йон, Франц фон
Франц фон Йон (нем. Franz von John; 20 ноября 1815, Брук-ан-дер-Лайта, — 25 мая 1876, Вена) — австрийский и австро-венгерский военачальник. Военный министр Австрии в 1866—1867 и Австро-Венгрии в 1867—1868. Фельдмаршал-лейтенант (1866). Барон (1857).

## Биография
Выпускник Терезианской академии. В 1835 в чине младшего лейтенанта поступил в 3-й пехотный полк эрцгерцога Франца Карла. С 1845 старший лейтенант в управлении квартирмейстера Генерального штаба. Во время революции 1848 служил в Италии в армии фельдмаршала Радецкого. Отличился в боях, в течение года получил чин капитана, удостоен орденов Железной короны, Марии Терезии и армейского креста «За заслуги».
В 1857 стал полковником, командиром полка, возведен в баронское достоинство. В 1859 стал начальником штаба VI армейского корпуса в Южном Тироле, а с 1860 — генерал-майором, начальником штаба Итальянской армии, которой командовал генерал Бенедек.
В 1866, во время Австро-прусско-итальянской войны, был начальником штаба Южной армии в Италии при эрцгерцоге Альбрехте, отличился в битве при Кустоце (24 июня). Получил чин фельдмаршал-лейтенанта. Сопровождал эрцгерцога на северный театр военных действий, в сентябре временно, в октябре окончательно принял военное министерство.
В мае 1867 стал членом Палаты Господ (Heerenhaus). После заключения Австро-венгерского соглашения и принятия Декабрьской конституции, в декабре 1867 занял пост военного министра Австро-Венгрии. Провел реформу армии, осуществил её переход на всеобщую воинскую повинность. В январе 1868 оставил должность, в марте 1869 назначен командиром войсковой группировки а Граце, затем начальником генерального штаба, получил чин фельдцейхмейстера. Умер находясь в должности, 25 мая 1876.
Именем генерала названа улица в 15 округе Вены — Йонштрассе.
Награды:
- Военный орден Марии Терезии, командорский крест (29 августа 1866)
- Военный орден Марии Терезии, рыцарский крест (26 марта 1850)
- Австрийский орден Леопольда, большой крест (18 января 1868)
- Орден Железной короны 3-го класса (30 мая 1848)
- Крест «За военные заслуги» (4 февраля 1850)
- Орден Альбрехта, большой крест (Королевство Саксония, 14 ноября 1866)
- Орден Святых Маврикия и Лазаря, большой крест (Королевство Италия, 28 июля 1867)
- Орден Святого Сильвестра, командорский крест (Папская область)